# کوگبوشونگ
کوگبوشونگ (به لاتین: Qugboxung) یک شهرک در جمهوری خلق چین است که در Samzhubzê District واقع شده‌است. کوگبوشونگ ۳۱۰ کیلومتر مربع مساحت و ۵٬۴۲۸ نفر جمعیت دارد.